# Dalmatiska
Dalmatiska var ett romanskt språk, numera utdött, som talades längs kusten i Dalmatien i nuvarande Kroatien. Den siste talaren dog i slutet av 1800-talet och bodde på ön Veglia (nuvarande Krk). Han hette Antonio Udina och dog genom en olyckshändelse den 10 juni 1898. Dalmatiska är ej att förväxla med dalmatinska som är benämningen för den dialekt av kroatiska som idag talas i Dalmatien. 